# Moon (jeu vidéo)
Pour les articles homonymes, voir Moon.
Moon est un jeu vidéo de tir à la première personne développé par Renegade Kid sorti sur Nintendo DS en 2009.

## Synopsis
En 2058, un astronaute nommé Major Edward Kane se rend avec une équipe d'excavation sur une base lunaire afin d'enquêter sur de mystérieuses structures souterraines qui viennent d'être découvertes. Alors qu'il commence son enquête, les astronautes sont victimes d'une perturbation et Kane perd contact avec ses collègues. Kane décide alors de s'enfoncer davantage dans les tunnels pour retrouver ses coéquipiers et élucider les mystères que recèlent la Lune,.

## Système de jeu
Moon est un jeu de tir à la première personne dans lequel le joueur prend le contrôle d'un astronaute qui se trouve sur la Lune. À l'aide de diverses armes qu'il récupère au courant de l'aventure, le joueur doit se défendre de plusieurs ennemis et doit battre par moments un boss. Le joueur utilise la croix directionnelle pour déplacer le personnage et l'écran tactile de la console pour déplacer le viseur. L'écran tactile affiche une carte et permet de changer d'arme. Le joueur est amené par moments à résoudre des énigmes pour pouvoir progresser. L'aventure comporte aussi des phases de conduite d'un véhicule lunaire muni d'une mitrailleuse ou d'un drone miniature qui peut se faufiler dans des passages étroits.

## Développement
Moon utilise une version modifiée du moteur de jeu de Dementium : L'Asile, le jeu précédent de Renegade Kid. Ainsi, le jeu affiche des graphismes en trois dimensions avec une cadence de 60 images par seconde.

## Commercialisation
En Amérique du Nord, Moon est d'abord prévu pour sortir le 18 novembre 2008, mais sa date de sortie est finalement repoussée pour le 13 janvier 2009 afin que l'équipe de développement puisse bien finaliser le jeu au lieu de le sortir pour la période des fêtes,. Un remake épisodique nommé Moon Chronicles voit le jour en 2014 sur Nintendo 3DS.